# Жіночий портрет (Кранах Старший)
 «Жіночий портрет» (Кранах Старший) — картина німецького художника Лукаса Кранаха Старшого, написана в 1530 році. Знаходиться в колекції Галереї Уффіці 
у Флоренції

## Історія створення
«Жіночий портрет» виконаний 1526 році. Це час розквіту мистецтва Кранаха — він займає почесні посади при дворі курфюрста, стає керівником величезної майстерні, яка не знає нестачі в замовленнях. Мистецтво Кранаха до цього часу набуває впевненість художнього почерку та завершеності стилю. Художник продовжував писати портрети все своє творче життя: невеликі, інтимні, або іноді, офіційні на замовлення, у повний зріст. Роботи пізнього періоду творчості Лукаса Кранаха наповнюються манерними фігурами, яскравим аристократичним одягом. Портрет молодої жінки у розкішному вбранні — це підтвердження манерного стилю пізніх робіт художника. Картина була написана майстернею Кранаха, працівники за основу використали малюнок Лукаса Кранаха Старшого.

## Опис картини
На картині зображена жінка на темному тлі, яка носить арабеську сукню та велику пухнасту шапку.
Картина справляє загадкове враження: темний фон, з яким майже зливається чорна сукня з вишуканим мереживом. На темному фоні особливо виразним є обличчя і тіло тендітної жінки. Невідомо, хто вона, та в погляді жінки стільки тепла і доброти, а вбрання таке розкішне, що розумієш: це втілення ідеалу жінки, мрії.